# Chiesa di San Sebastiano (Middletown)

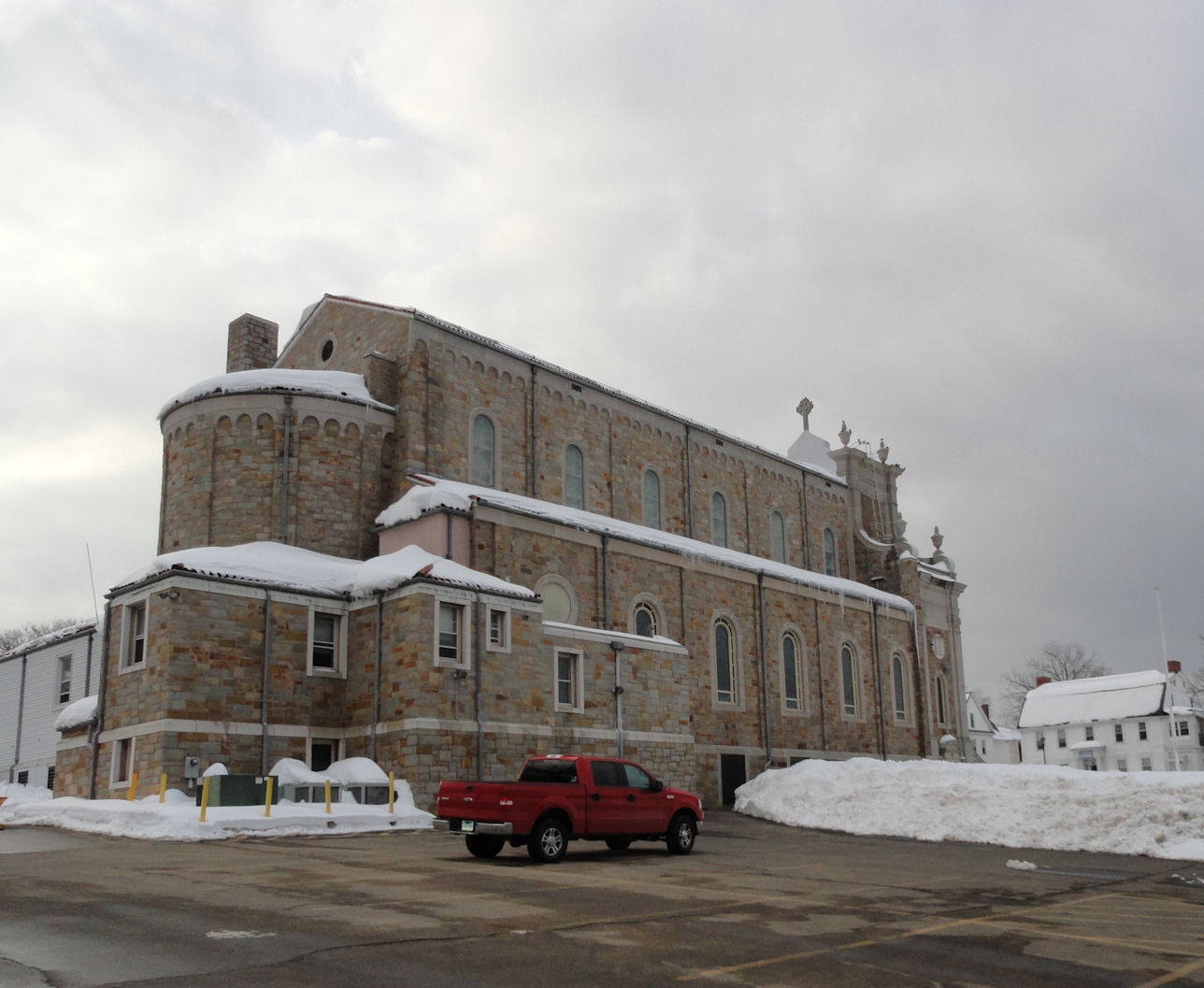
Visione laterale della chiesa

La chiesa di San Sebastiano è la chiesa cattolica italiana di Middletown, Connecticut negli Stati Uniti d'America. Costruita nel 1931-32 da immigrati italiani provenienti da Melilli, riproduce la forma della chiesa madre del paese siciliano.

## Storia
I primi immigrati italiani arrivarono a Middletown nella seconda metà dell'Ottocento ma fu ai primi del Novecento che la popolazione italiana della città crebbe in modo significativo con l'arrivo di numerose famiglie dal paese siciliano di Melilli. Essi portarono le loro tradizioni religiose attorno alla Festa di San Sebastiano (Middletown) che dal 1921 si sviluppò a divenire uno dei maggiori eventi della città.
Anche grazie al successo della festa, la comunità italiana cominciò a raccogliere fondi per la costruzione di una propria chiesa, che fu realizzata nel 1931-32 su progetto dell'architetto Raymond C. Gorrani of Worcester, Massachusetts. La chiesa è una replica della Chiesa di San Sebastiano a Melilli e fu costruita interamente con il contributo finanziario e il lavoro volontario degli stessi immigrati.
Don Rocco Guerriero fu nominato primo parroco della chiesa, che divenne subito il centro religioso e culturale della locale comunità italiana.
La chiesa è oggi un monumento nel distretto storico della città e la Festa di San Sebastiano (Middletown) è ancor oggi uno delle celebrazioni più popolari della città, attraendo ogni anno nei tre giorni di festa migliaia di partecipanti.